# 옥보단 2
《옥보단 2 - 옥녀심경》(玉潽團之玉女心經, Sex And Zen II)는 홍콩에서 제작된 전문기 감독의 1996년 에로, 코미디 영화이다. 이려진 등이 주연으로 출연하였고 유보현 등이 제작에 참여하였다.

## 출연

### 주연
- 이려진
- 서기
- 서금강

### 조연
- 오의장
- 황일비
- 낙달화
- 증연

## 기타
- 원작자: 서문견
- 미술: 조문요